# Maxim Chúdov
Maxim Alexándrovich Chúdov (en ruso: Максим Александрович Чудов; Mijailovka, 12 de noviembre de 1982) es un deportista ruso que compitió en biatlón.
Ganó siete medallas en el Campeonato Mundial de Biatlón entre los años 2007 y 2009. Participó en dos Juegos Olímpicos de Invierno, en los años 2006 y 2010, y aunque obtuvo una medalla de bronce en Vancouver 2010, en la prueba de relevos, perdió esa medalla por dopaje de su compañero de relevo Yevgueni Ustiúgov.

## Palmarés internacional
| Juegos Olímpicos   | Juegos Olímpicos            | Juegos Olímpicos  | Juegos Olímpicos |
| Año                | Lugar                       | Medalla           | Prueba           |
| ------------------ | --------------------------- | ----------------- | ---------------- |
| 2010               | Vancouver (Canadá)          | DSC               | Relevo           |
| Campeonato Mundial |                             |                   |                  |
| Año                | Lugar                       | Medalla           | Prueba           |
| 2007               | Antholz (Italia)            | Medalla de oro    | Relevo           |
| 2007               | Antholz (Italia)            | Medalla de plata  | Persecución      |
| 2008               | Östersund (Suecia)          | Medalla de oro    | Velocidad        |
| 2008               | Östersund (Suecia)          | Medalla de oro    | Relevo           |
| 2008               | Östersund (Suecia)          | Medalla de plata  | Persecución      |
| 2008               | Östersund (Suecia)          | Medalla de bronce | Salida en grupo  |
| 2009               | Pyeongchang (Corea del Sur) | Medalla de plata  | Persecución      |